# Linfa (mitologia)
A Linfa (em latim: Lympha; plural Lymphae) é uma antiga divindade romana da água doce. Ela é uma das doze divindades agrícolas listadas por Varrão como "líderes" (duces) dos agricultores romanos, pois "sem água toda a agricultura é seca e pobre". As Linfas são frequentemente associadas a Fontes, que significa "Nascente" ou "Fonte", um deus dos fontanários e poços. A Linfa representa um "foco funcional" da água doce, de acordo com a abordagem conceitual de Michael Lipka para a divindade romana, ou, mais genericamente, da umidade.
Vitrúvio preserva algumas de suas associações na seção de sua obra De Architectura na qual ele descreve como o projeto de um templo (aedes) deve refletir a natureza da divindade a ser abrigada nele:

O caráter da ordem coríntia parece mais apropriado para Vênus, Flora, Proserpina, e as Ninfas [Linfas] das Fontes; porque sua esbeltez, elegância e riqueza, e suas folhas ornamentais encimadas por volutas, parecem ter uma analogia com suas disposições.

O nome Linfa é equivalente, mas não totalmente intercambiável, a nympha, "ninfa". Uma dedicatória para a restauração do suprimento de água foi feita nymphis lymphisque augustis, "para as ninfas e linfas augustas", distinguindo as duas, assim como uma passagem de Agostinho de Hipona. No uso poético, lymphae como substantivo comum, plural ou menos frequentemente singular, pode significar uma fonte de água doce, ou simplesmente "água"; compare com seu companheiro frequente Fons, cujo nome é uma palavra para "fonte", mas que também é invocado como uma divindade.
Quando aparece em uma lista de nomes próprios para divindades, Lympha é vista como um objeto de reverência religiosa que personifica o aspecto divino da água. Como várias outras divindades da natureza que aparecem tanto no singular quanto no plural (como Faunus/fauni), ela possui um aspecto unificado e múltiplo. Ela era a divindade apropriada para orar pela manutenção do suprimento de água, da mesma forma que Liber fornecia vinho ou Ceres pão.

## Nome e funções
A origem da palavra lympha é obscura. Originalmente, pode ter sido lumpa ou limpa, relacionada ao adjetivo limpidus, que significa "claro, transparente", aplicado especialmente a líquidos. Uma forma intermediária, lumpha, também é encontrada. A grafia parece ter sido influenciada pela palavra grega νύμφα nympha, como o upsilon (Υ,υ) e phi (Φ,φ) são normalmente transcritos em latim como u ou y e ph ou f.
O fato de Lympha ser um conceito itálico é indicado pelo cognato osco diumpā- (registrado no plural dativo, diumpaís, "para as linfas"), com uma alternância característica de d para l. Essas deusas aparecem na Tabula Agnonensis como uma das 17 divindades samnitas, que incluem os equivalentes de Flora, Proserpina, e possivelmente Vênus (todas categorizadas com as linfas por Vitrúvio), bem como vários dos deuses da lista de Varrão das 12 divindades agrícolas. Na tábua osca, elas aparecem em um grupo de divindades que fornecem umidade para as plantações. No esquema cosmológico de Marciano Capela, de base etrusca, as Lymphae são colocadas na segunda das 16 regiões celestes, com Júpiter, Quirino, Marte (esses três constituem a Tríade Arcaica), o Lar Militar, Juno, Fonte e o obscuro Novensiles ítalo-etrusco. Uma dedicação do século I d.C. foi feita às Linfas juntamente com Diana.
As linfas itálicas estavam associadas a cultos de cura. Juturna, geralmente chamada de "ninfa", é identificada por Varrão como Lympha: "Juturna é a Lympha que auxilia: portanto, muitas pessoas doentes, por causa de seu nome, costumam procurar esta água", com um trocadilho com o nome Iu-turna e o verbo iuvare, "ajudar, auxiliar". O santuário aquático de Juturna era um lacus alimentado por uma nascente no fórum que atraía os que buscavam a cura, e Propércio conectou sua potência ao Lago Albano e ao Lago Nemi, onde estava localizado o famoso santuário de Diana Nemorense. O culto de Juturna, que Sérvio identifica como uma fons, era mantido para garantir o suprimento de água, e ela era a mãe da divindade Fonte.
Na Gália Cisalpina, uma inscrição liga as Linfas aos Vires, "Poderes (Físicos), Vigor", personificados como um conjunto de divindades masculinas, uma conexão que em sua obra monumental Zeus, Arthur Bernard Cook localizou no aspecto fluido ou líquido das Linfas, pois se relaciona com a produção do fluido seminal. Como um complemento aos Vires, as Lymphae e as ninfas com as quais eles se tornaram tão intimamente identificados incorporam o desejo de procriar e, portanto, esses tipos de divindades aquáticas também são associadas ao casamento e ao parto. Quando Propércio faz alusão à história de como Tirésias avistou a deusa virgem Palas Atena se banhando, ele brinca com as propriedades sexuais da lympha ao aconselhar contra teofanias obtidas contra a vontade dos deuses: "Que os deuses lhe concedam outras fontes (fons): este líquido (lympha) flui apenas para meninas, este fio d'água sem caminho de um limiar secreto."
Os poetas augustanos frequentemente brincam com o duplo significado ambíguo de linfa, como "fonte de água" e "ninfa". Na poesia de Horácio, as linfas trabalham, dançam, e fazem barulho; são falantes, e quando estão com raiva, causam seca até que seus ritos sejam observados. Alguns editores textuais responderam a essa personificação corrigindo as leituras manuscritas de lymphae para nymphae. Quando a primeira letra de uma forma de -ympha é obliterada ou indistinta em uma inscrição, a palavra geralmente é interpretada como nympha em vez do menos comum lymphae.

## Loucura divina

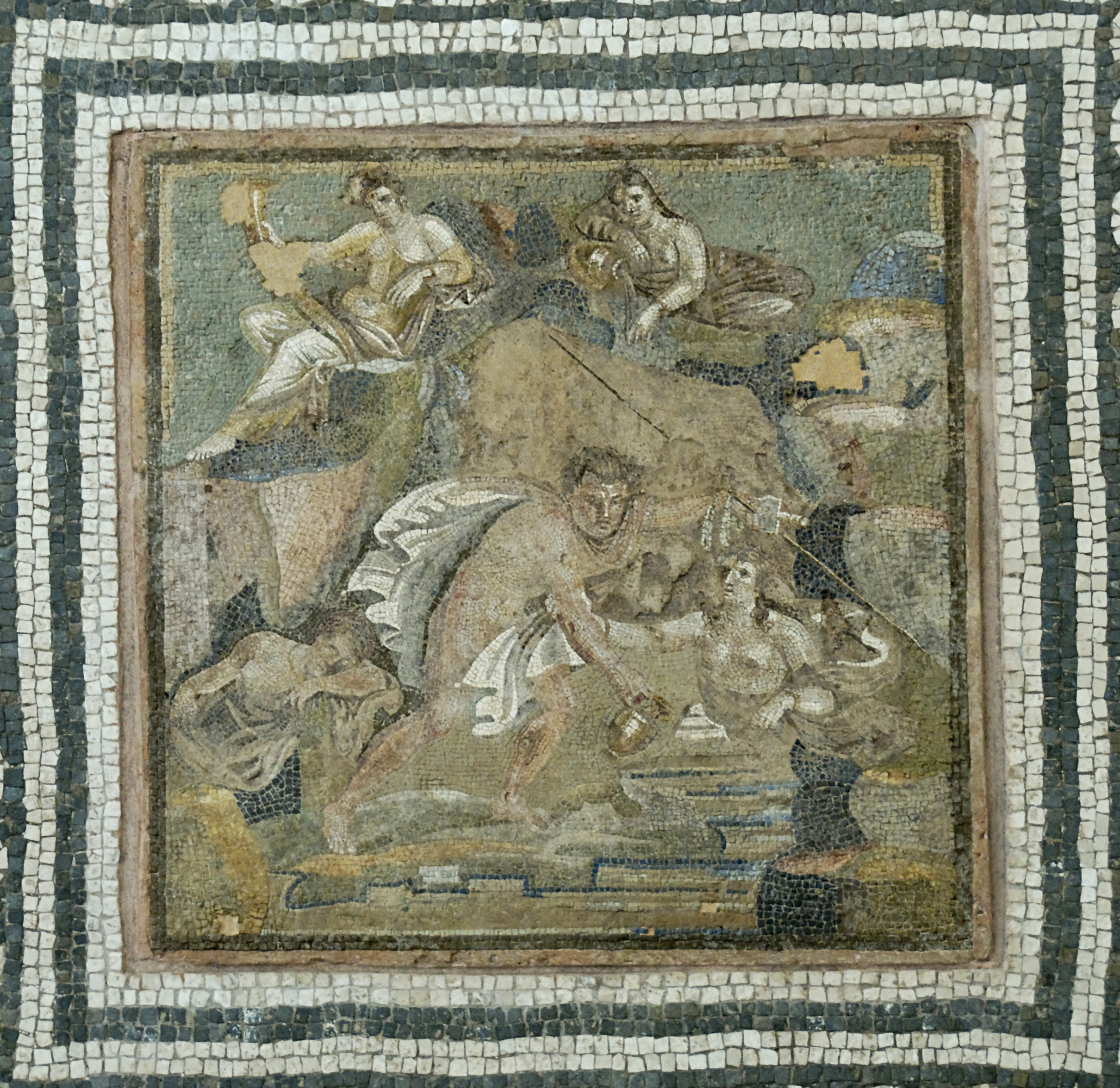
Mosaico romano retratando o sequestro de Hilas pelas ninfas

Nas religiões da Grécia antiga, Roma, e dos territórios celtas, as deusas da água são comumente fontes de inspiração ou revelação divina, que podem ter a aparência de loucura ou frenesi. Em grego, "ninfolepsia" ("convulsão pelas ninfas") era principalmente "um aumento da consciência e habilidades verbais elevadas" resultantes da influência das ninfas sobre um indivíduo. O termo também significava um sequestro ou sequestro físico de uma pessoa pelas ninfas, como no mito de Hilas, e por extensão tornou-se um eufemismo ou metáfora para a morte, como evidenciado por epitáfios gregos e romanos. Uma pessoa que era devota religiosa das ninfas também poderia ser chamada de "ninfolepta".
O verbo latino lympho, lymphare significava "enlouquecer" ou "estar em estado de frenesi", com os adjetivos lymphaticus e lymphatus significando "frenético, perturbado" e o substantivo abstrato lymphatio se referindo ao estado em si. Virgílio usa o adjetivo lymphata apenas uma vez, na Eneida para descrever a loucura de Amata, esposa de Latino, instigada pela Fúria Alecto e delirando contrariamente ao mos, comportamento socialmente sancionado.
Entre os gregos, o Culto das Ninfas fazia parte da religião extática órfica ou dionisíaca. O adjetivo lymphatus era "fortemente evocativo do frenesi báquico", e o dramaturgo romano Pacúvio (220–130 a.C.) o conecta explicitamente a sacra Bacchi, "ritos de Baco". R.B. Onians explicou a "fluidez" dos deuses extáticos no contexto de teorias antigas sobre a relação entre corpo e mente, sendo a secura uma qualidade de racionalidade e a liquidez produtiva de emoção. A água como locus de inspiração divina, até mesmo frenética, liga as Lymphae às Camenas latinas, que se tornaram identificadas com as Musas.
Em sua entrada sobre Lymphae, o lexicógrafo Festo observa que a palavra grega nympha influenciou o nome latino e elabora:

A crença popular diz que quem vê uma certa visão em uma fonte, isto é, a aparição de uma ninfa, enlouquece. Os gregos chamam essas pessoas de numpholêptoi ["possuídos por ninfas"] e os romanos, de lymphatici.

Como os estados de loucura, possessão e doença nem sempre eram rigorosamente distinguidos na antiguidade, a "ninfolepsia" se tornou uma condição mórbida ou indesejável. Isidoro compara a hidrofobia grega, que significa literalmente "medo de água", e diz que "lymphaticus é a palavra para alguém que contrai uma doença da água, que o faz correr de um lado para o outro, ou da doença adquirida por um fluxo de água". No uso poético, ele acrescenta, os lymphatici são loucos.
Durante a cristianização do Império na antiguidade tardia, os efeitos positivos da possessão por uma ninfa foram apagados, e as ninfas foram sincretizadas com anjos caídos e figuras perigosas como Lâmia e Gelo. Tertuliano amplia, a partir de uma perspectiva cristã, as ansiedades de que espíritos imundos possam estar à espreita em várias fontes de água, observando que homens que as águas (aquae) mataram ou levaram à loucura ou a um estado de terror são chamados de "presos por ninfas (nympholeptos) ou linfáticos ou hidrofóbicos".